# جواد الخوئي
جواد الخوئي حفيد المرجع الشيعي  السيد ابو القاسم الخوئي، ولد في النجف عام 1980م، هجّر قسراً بعد مقتل والده الى أيران، حيث درس في الحوزة العلمية الشيعية بمدينة قم الإيرانية مايزيد عن عشر سنوات، وعاد لمدينة النجف الاشرف عام 2003 ويقيم حالياً فيها.
حصل على شهادة البكلوريوس من كلية الشريعة الجامعة العالمية للعلوم الاسلامية في لندن عام 2008، ونال شهادة الماجيستر من كلية الدعوة وأصول الدين قسم الفلسفة والعقيدة الإسلامية جامعة العلوم الإسلامية العالمية في عمان عام 2010 م، حصل على شهادة الدكتوراه من جامعة العلوم الاسلامية العالمية في عمان، كلية الدعوة وأصول الدين قسم الفلسفة والعقيدة الإسلامية عام ٢٠١٧.
مستمر بالدراسة في البحوث العليا بالحوزة العلمية في النجف الاشرف وأستاذ السطوح العليا فقهًا وأصولا في مدارسها.
عضو في العديد من المؤسسات العلمية والثقافية والفكرية المهتمة بالحوار بين الأديان، والتقريب بين المذاهب. 

## الجوائز
حاصل على جائزة السلام من مجلس العموم ( اللوردات) البريطانية لعام 2012م.
منح جائزة أمبادوقليس للحوار بين الأديان من أكاديمية دراسات المتوسط في جزيرة صقلية – إيطاليا لعام ٢٠١٧م.
ضمن أكثر 500 شخصية إسلامية مؤثرة في العالم لعام 2022م وذلك طبقًا لدراسة أعدَّها المركز الملكي للبحوث والدراسات الإسلامية بالأردن، بالتعاون مع مركز الأمير الوليد بن طلال للتفاهم الإسلامي– المسيحي، بجامعة “جورج تاون” الاميركية 
أستاذ كرسي اليونسكو لتطوير دراسات الحوار بين الأديان في العالم الإسلامي في جامعة الكوفة
المراجع